# New Lanark
New Lanark és un poble situat a la riba del riu Clyde, a aproximadament dos quilòmetres del Royal Burgh de Lanark, en el South Lanarkshire a Escòcia. Va ser fundat en 1785 per David Dale (1739-1806), qui va fer construir fàbriques de cotó i residències per als obrers. Dale va triar aquest lloc per aprofitar l'energia hidràulica que oferia el riu. Sota la seva direcció i després del seu gendre filantrop i socialista reformista, Robert Owen (1771-1858), les fàbriques van prosperar i New Lanark es va convertir en un exemple de socialisme utòpic.
Les fàbriques de New Lanark van seguir funcionant fins a l'any 1968. Després d'un període de decadència, es va fundar l'any 1975 el New Lanark Conservation Trust amb la finalitat d'impedir la demolició del poble. Avui dia, la majoria dels edificis s'han restaurat i el poble s'ha convertit en una atracció turística important.

## Patrimoni de la Humanitat
És també un dels quatre llocs d'Escòcia reconeguts com a Patrimoni de la Humanitat per la Unesco.
Situada en un magnífic paratge d'Escòcia, la petita vila de New Lanark va ser el lloc on el filantrop utopista Robert Owen va establir una comunitat industrial model a principis del segle xix. Les imponents construccions de les manufactures tèxtils, les espaioses i ben dissenyades habitatges dels treballadors, el digne edifici de l'institut d'educació i l'escola són encara testimonis de l'ideal humanista que va inspirar l'acció d'Owen.

## Història
Les fàbriques de cotó de New Lanark es van construir l'any 1786. David Dale era un dels homes fets a si mateixos de Glasgow que posseïa una casa de camp a Cambuslang, no lluny de les cascades del Clyde, pintades per nombrosos artistes com Joseph Mallord William Turner (1775-1851). Es va construir una presa aigües amunt de New Lanark i l'aigua del riu es va redirigir per alimentar les màquines de les fàbriques. L'aigua travessava primer un túnel, després una conducció oberta anomenada lade. Fins a l'any 1929 no es va substituir l'última roda hidràulica per una turbina. Una nova turbina es va instal·lar després i encara s'utilitza per proveir d'electricitat les zones turístiques del poble.
L'any 1799, Dale va vendre les fàbriques al seu gendre, Robert Owen, que va prosseguir l'enfocament filantròpic del seu sogre pel que fa al treball a la fàbrica i va passar a ser així un socialista reformista influent. New Lanark, amb els seus programes socials, es va convertir en un símbol del socialisme utòpic (anomenat també Owenisme).
New Lanark comptava amb al voltant de 2.500 habitants, la majoria arribats de residències públiques condicionades per als pobres (o poorhouses) a Glasgow i a Edimburg. Encara que les condicions de treball de les fàbriques no fossin amb molt les més difícils, Owen no les va trobar satisfactòries i va decidir millorar la situació dels treballadors. Va prestar una atenció especial a les necessitats dels 500 nens que vivien i treballen a les fàbriques, i va fer obrir l'any 1816 la primera escola de Gran Bretanya per a nens de poca edat.
La qualitat de les residències del poble va ser millorada progressivament. A mitjan segle xix, una família sencera podia viure en una única habitació, però entre aquest període i principis del segle xx, les famílies van poder progressivament disposar de diverses habitacions. No obstant, no va ser sinó a partir de 1933 quan les residències es van equipar amb aigüeres i aixetes d'aigua freda. Durant aquest mateix any, els antics lavabos comunals situats en l'exterior van ser substituïts per lavabos a l'interior dels edificis d'habitatges.
A partir de 1898, els propietaris del poble van proporcionar gratuïtament l'electricitat a totes les residències, el just per il·luminar una escassa bombeta a cada habitació. El corrent es tallava a les 22 cada nit, excepte el dissabte en què els habitants es beneficiaven d'una hora extraordinària. L'any 1955, New Lanark es va connectar a la xarxa elèctrica nacional.
Les fàbriques van prosperar en el plànol comercial, però els socis d'Owen es queixaven de les despeses suplementàries causades pels seus programes socials. Rebutjant una volta als antics mètodes, Owen va readquirir les parts dels seus socis.
New Lanark va ser cèlebre a tot Europa, i nombrosos aristòcrates, estadistes i reformistes van visitar les fàbriques. Es van sorprendre pel descobriment d'un medi ambient industrial pròsper, sa, disposant d'una força de treball satisfeta i enèrgica, tot això formant un projecte comercial viable. La filosofia d'Owen anava en contra dels corrents de pensament d'aquell temps, però va arribar a demostrar que no era necessari per a una empresa industrial tractar als seus obrers sense consideració per ser lucrativa. Owen va poder presentar als seus visitants l'excel·lent qualitat de les residències del poble i la comoditat aportada, així com els comptes provant la rendibilitat de les fàbriques.
A més d'estar vinculades a les reformes socials, aquestes fàbriques simbolitzen també la Revolució industrial que va tenir lloc a la Gran Bretanya durant els segles xviii i xix i que va canviar fonamentalment la vida de molta gent del món.

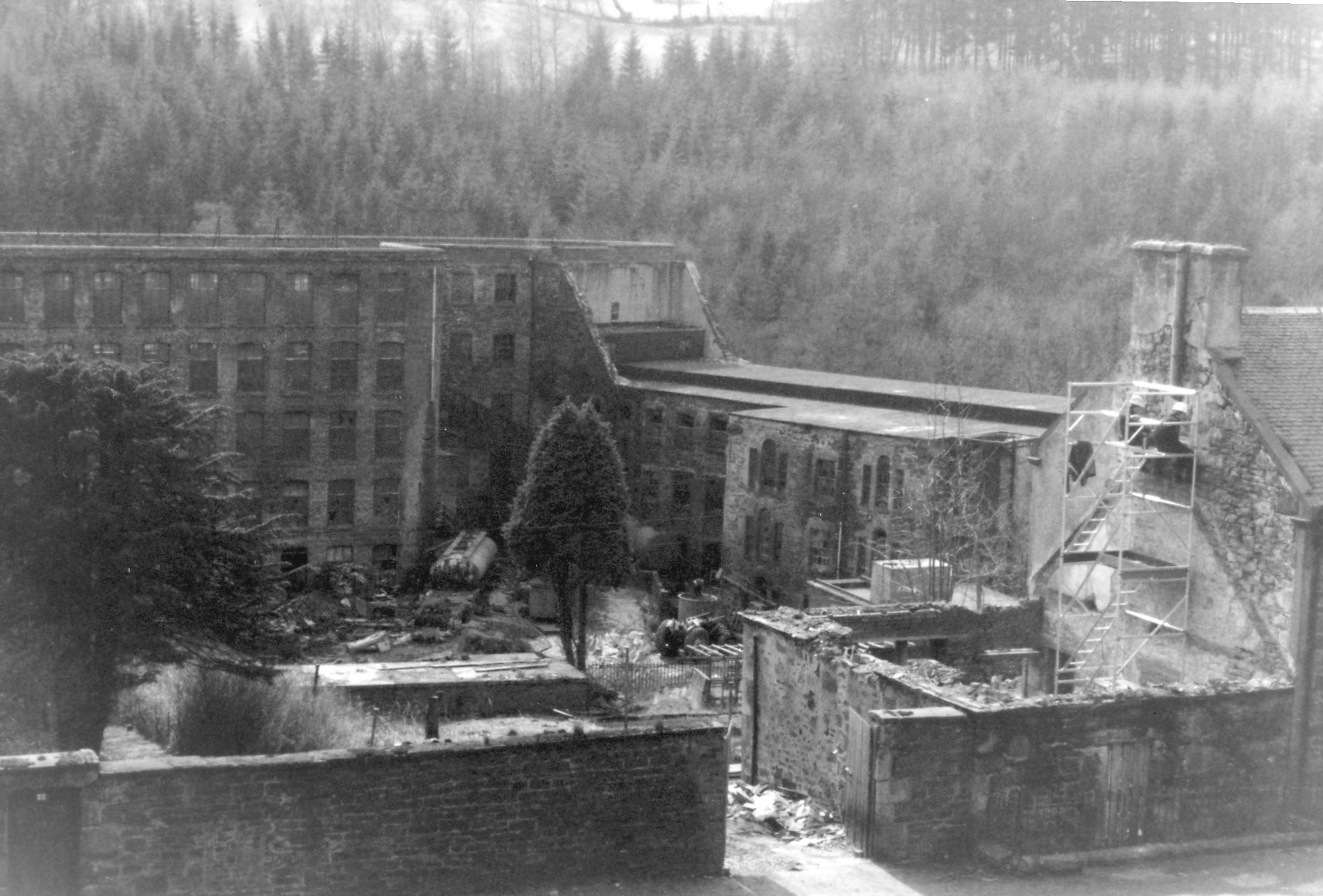
El mal estat de New Lanark l'any 1983.

L'any 1825, el control de New Lanark va passar a la família Walker. Els Walker es van encarregar de la gestió del poble fins a 1881, quan aquest es va vendre a Birkmyre i Sommerville. Van conservar la propietat del poble, primer ells mateixos després a través de les empreses que els van succeir, fins al tancament de les fàbriques l'any 1968.
Després del tancament, els habitants van començar a deixar el poble, i els edificis es van deteriorar. L'any 1975, es va fundar el New Lanark Conservation Trust amb la finalitat d'impedir la demolició del poble. Avui dia, la majoria dels edificis s'han restaurat i el poble es va convertir en una atracció turística important.

## Situació actual

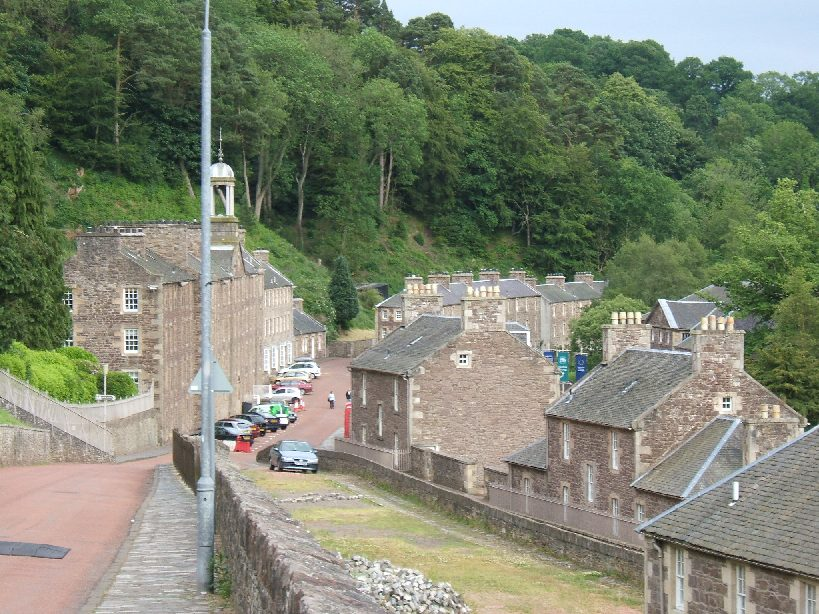
El poble.

S'estima en 400.000 persones el nombre de visitants cada any. La importància de New Lanark va ser reconeguda per la Unesco, que ho va declarar com un dels cinc llocs escocesos que formen part del patrimoni mundial, sent els altres quatre: Edimburg, el Cor neolític de les Òrcades, Saint Kilda i el Mur de Antonino.
Entre les residències, només Mantilla Row i Doble Row no s'han restaurat. Una part del treball de restauració va ser empresa per la New Lanark Association i la New Lanark Conservation Trust. Braxfield Row i la major part de Long Row van ser restaurades per propietaris privats que readquiriren les cases derruïdes i les van restaurar per fer residències privades. Es calcula a la població actual del poble en aproximadament 200 habitants.
A més de les 20 propietats privades del poble, 45 propietats pertanyen i són administrades per la New Lanark Association, que és una associació residencial reconeguda. Les fàbriques, l'hotel i la majoria dels edificis no residencials pertanyen i són administrats pel New Lanark Conservation Trust.

## Edificis

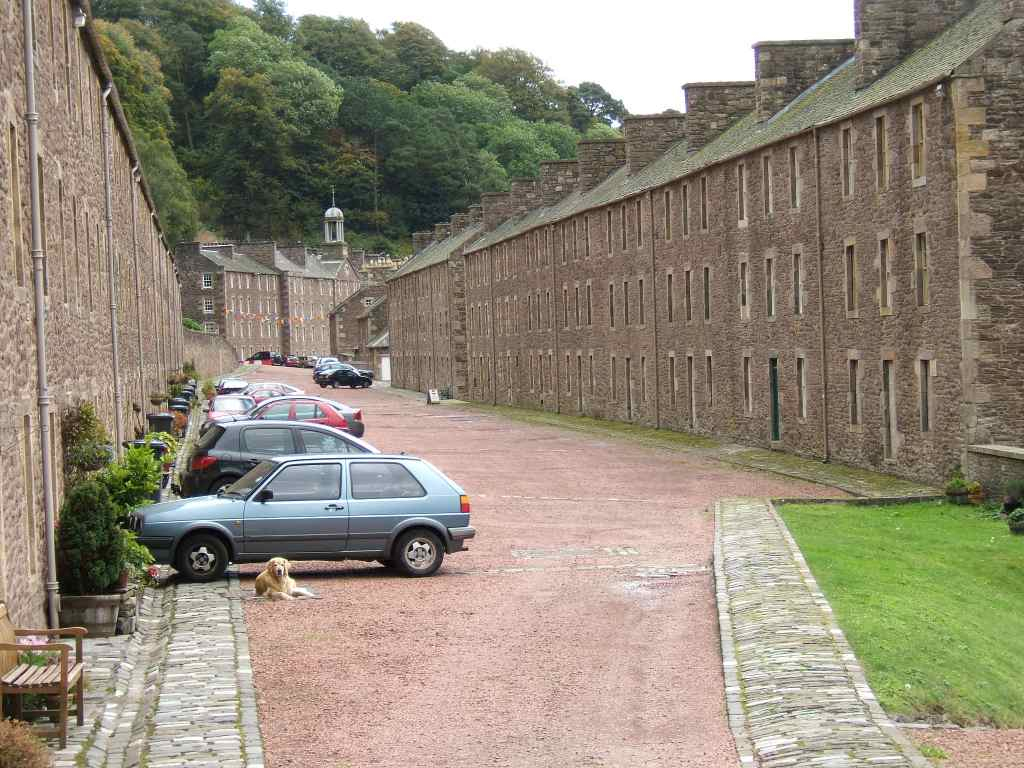
Rosedale Street amb el Long Row a l'esquerra, el Double Row una mica més a la dreta i el Wee Row al centre a la dreta.

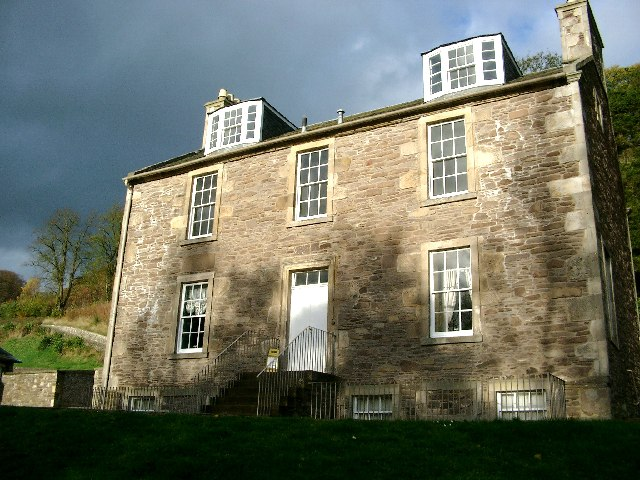
La residència de Robert Owen.

- Braxfield Row (construït cap a 1790): una filera de deu cases de les quals nou tenen fins a quatre pisos i una cinc. Totes aquestes cases estan habitades per propietaris.
- Long Row (construït cap a 1790): una filera de catorze cases, de tres pisos. Deu d'elles estan habitades per propietaris, i quatre per arrendataris.
- Caithness Row (construïda l'any 1792): una filera de cases de tres pisos, transformades en apartaments de lloguer. Caithness és un districte de les Highlands, i el lloc deu el seu nom a un grup de treballadors vingut de les Highlands i reclutat per treballar a les fàbriques.
- Doble Row (construïda cap a 1795): una filera de cinc cases adossades de dues en dues (back-to-back houses), actualment derruïdes.
- Mantilla Row (construïda cap a 1795): aquesta filera de tres cases es va demolir quan la seva estructura va presentar riscos de seguretat. Es van col·locar nous fonaments i un mur de sustentació, però la fila no va ser reconstruïda.
- Wee Row (construït cap a 1795): una filera de cases transformada en alberg juvenil, administrat pel Scottish Youth Hostels Association.
- New Buildings (construïts l'any 1798): un edifici que inclou el campanar del poble de quatre pisos transformats en apartaments de lloguer.
- Nursery Buildings (construïts l'any 1809): un edifici de tres pisos, que abans va albergar als nens orfes que treballaven a les fàbriques, i avui dia transformat en apartaments de lloguer.
- Mill Number One (construïda l'any 1789): aquesta fàbrica es va esfondrar i va ser reconstruïda per convertir-se en el New Lanark Mill Hotel.
- Mill Number Two (construïda l'any 1788): aquesta fàbrica avui dia s'utilitza amb finalitats turístiques.
- Mill Number Three (construïda l'any 1824): aquesta fàbrica s'utilitza amb finalitats turístiques. Disposa també d'una turbina que proveeix d'electricitat a diferents parts del poble.
- Mill Number Four (construït al voltant de l'any 1791) -inicialment utilitzat com a magatzem i taller. També va allotjar '275 nens que no tenen pares' (Donnachie i G. Hewitt). Va ser destruïda per un incendi el 1883 i no ha estat reconstruïda. El 1990, una roda hidràulica va ser portada de Fife i es va instal·lar en el lloc de la planta.
- Waterhouses: una filera d'edificis d'un o dos pisos, situats prop del Mill Number One i convertits en apartaments per a vacances.
- Església del poble (construïda l'any 1898): l'església del poble, avui dia utilitzada amb finalitats socials.[9]
- Institute for the Formation of Character (construït l'any 1816): literalment l'Institut per a la formació del caràcter, un edifici de quatre pisos avui dia utilitzat amb finalitats turístics i comercials.
- Engine House (construït l'any 1881): un edifici adjunt a l'Institut i que alberga una màquina de vapor restaurada.
- School (construït l'any 1817): un edifici de tres pisos que s'han convertit avui en un museu. Es tractava de la primera escola escocesa per a nens de classe obrera.
- Mechanics Taller (construït l'any 1817): el taller, un edifici de tres pisos antigament utilitzat pels artesans que fabricaven i mantenien les màquines de les fàbriques.
- Dyeworks: els edificis que servien de tintoreria, albergant avui tendes i un centre per als visitants.
- Gasworks (construït poc abans de 1851): una fàbrica de gas proveïda d'una torre octogonal i convertida en tenda.
- Owens House (construïda l'any 1790): la residència de Robert Owen, avui transformada en museu.
- Dale House (construïda l'any 1790): la residència de David Dale, avui ocupada per una casa d'edició.
- Mill Lade: la canalització construïda amb la finalitat de redirigir l'aigua del Clyde per a l'alimentació de les màquines de les fàbriques.
- Graveyard: el cementiri, situat sobre el pujol es troba en la part de dalt de New Lanark, entre el poble i l'aparcament per als visitants. Una gran part dels primers habitants a aquest lloc estan enterrats allí.

## Visitar New Lanark
S'ha construït un gran aparcament gratuït a l'exterior del poble. Només s'autoritza aparcar al poble als visitants minusvàlids. Existeix un servei d'autobús des de Lanark, a dos quilòmetres de distància. Lanark posseeix una estació amb sortides totes les mitges hores cap a Glasgow.
El poble disposa d'un hotel tres estrelles (el New Lanark Mill Hotel, administrat pel New Lanark Conservation Trust), també disposa d'un determinat nombre d'apartaments de vacances (els Waterhouses) posats a disposició per l'hotel, i d'un alberg juvenil administrat pel Scottish Youth Hostels. Es poden també trobar restaurants i tendes al poble, així com un centre per als visitants.
La Clyde Walkway és una avinguda per als vianants que travessa el poble.

## Galeria d'imatges

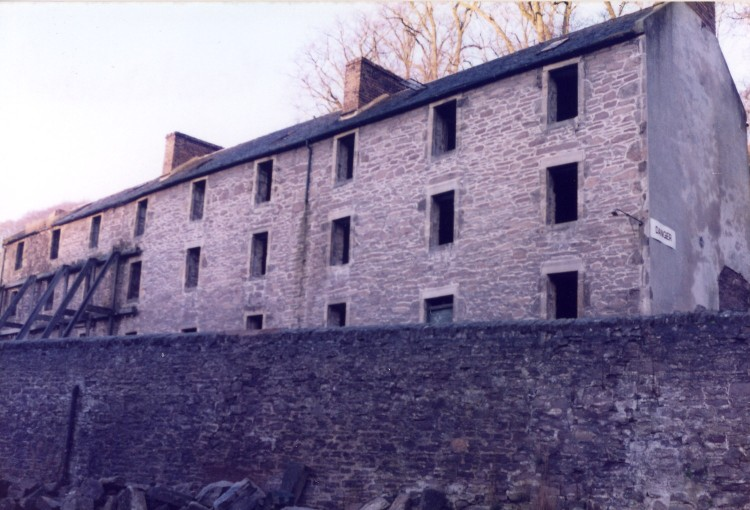
Mantilla Row
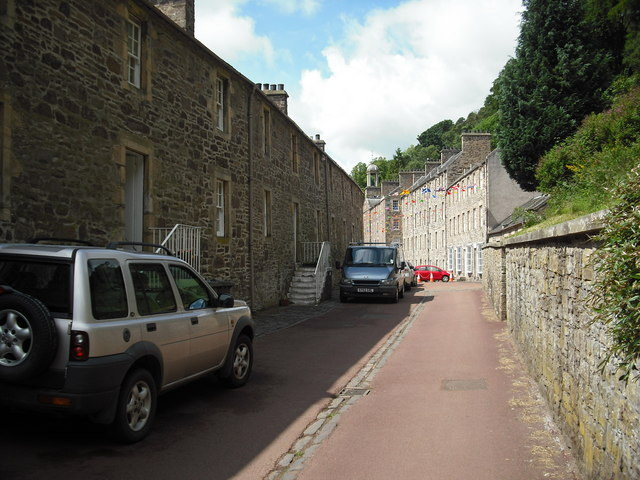
Caithness Row
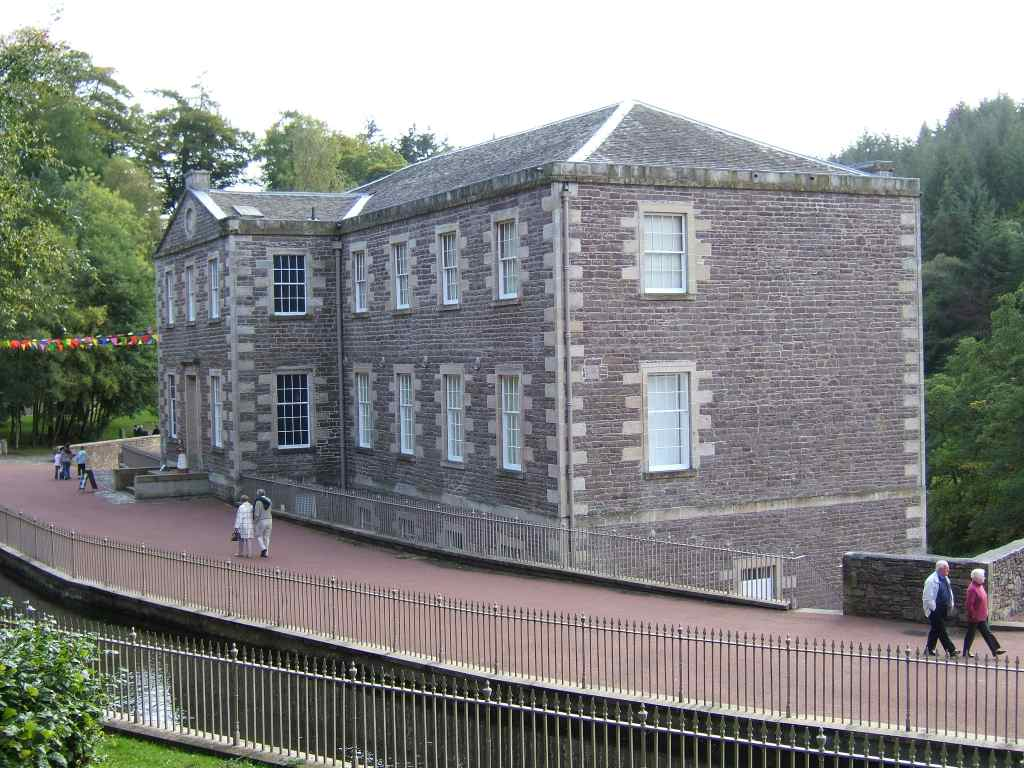
L'escola.
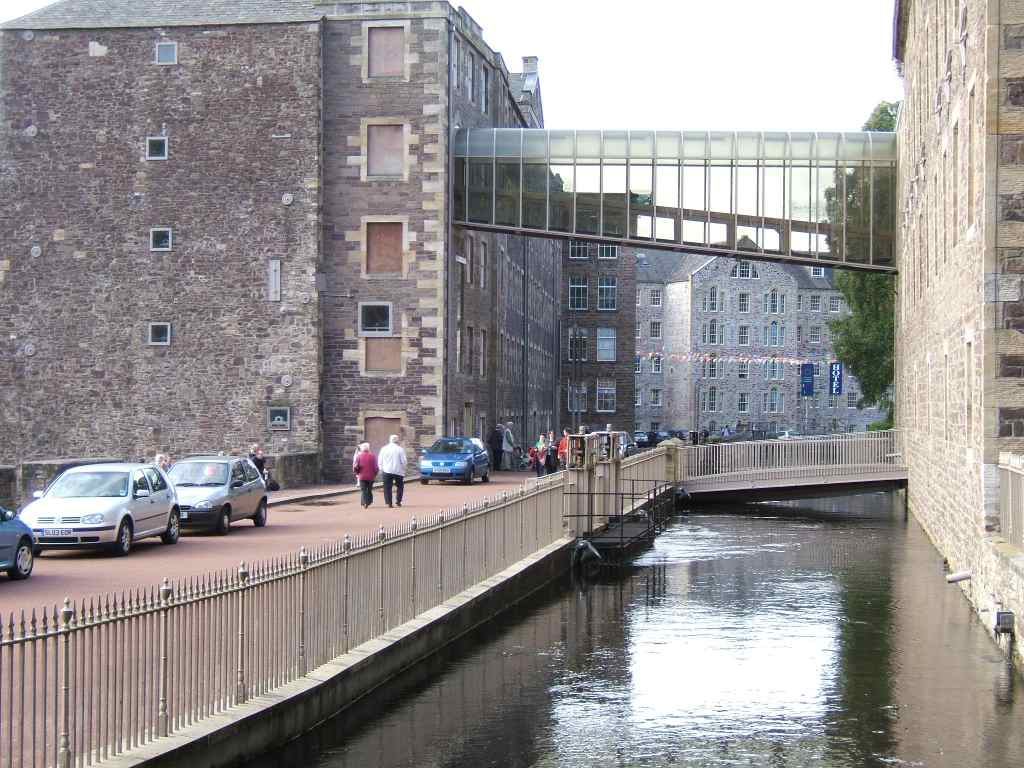
Les fàbriques i el lade
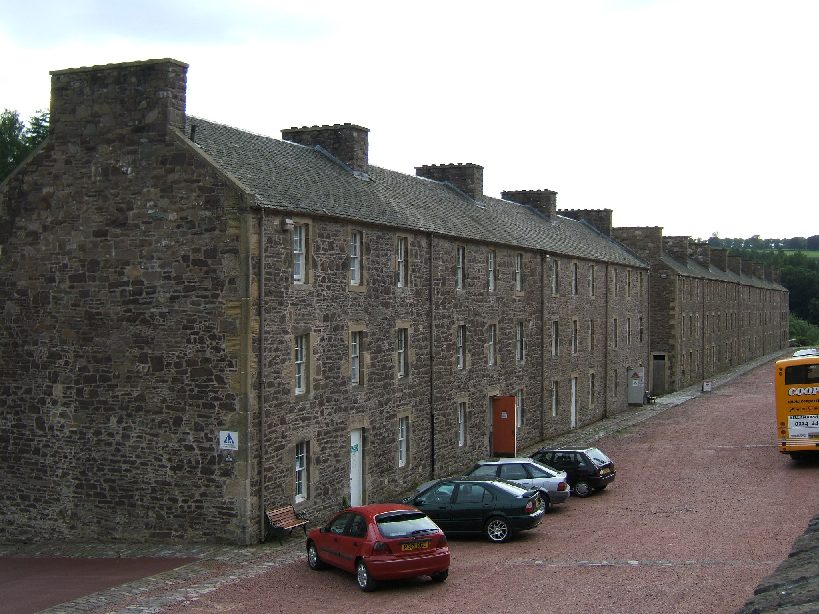
Wee Row i l'alberg juvenil.
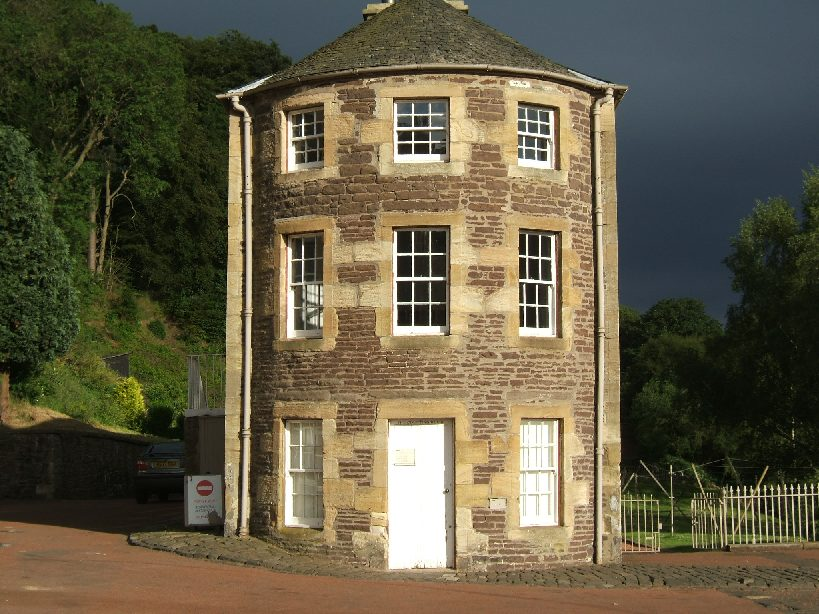
Counting House
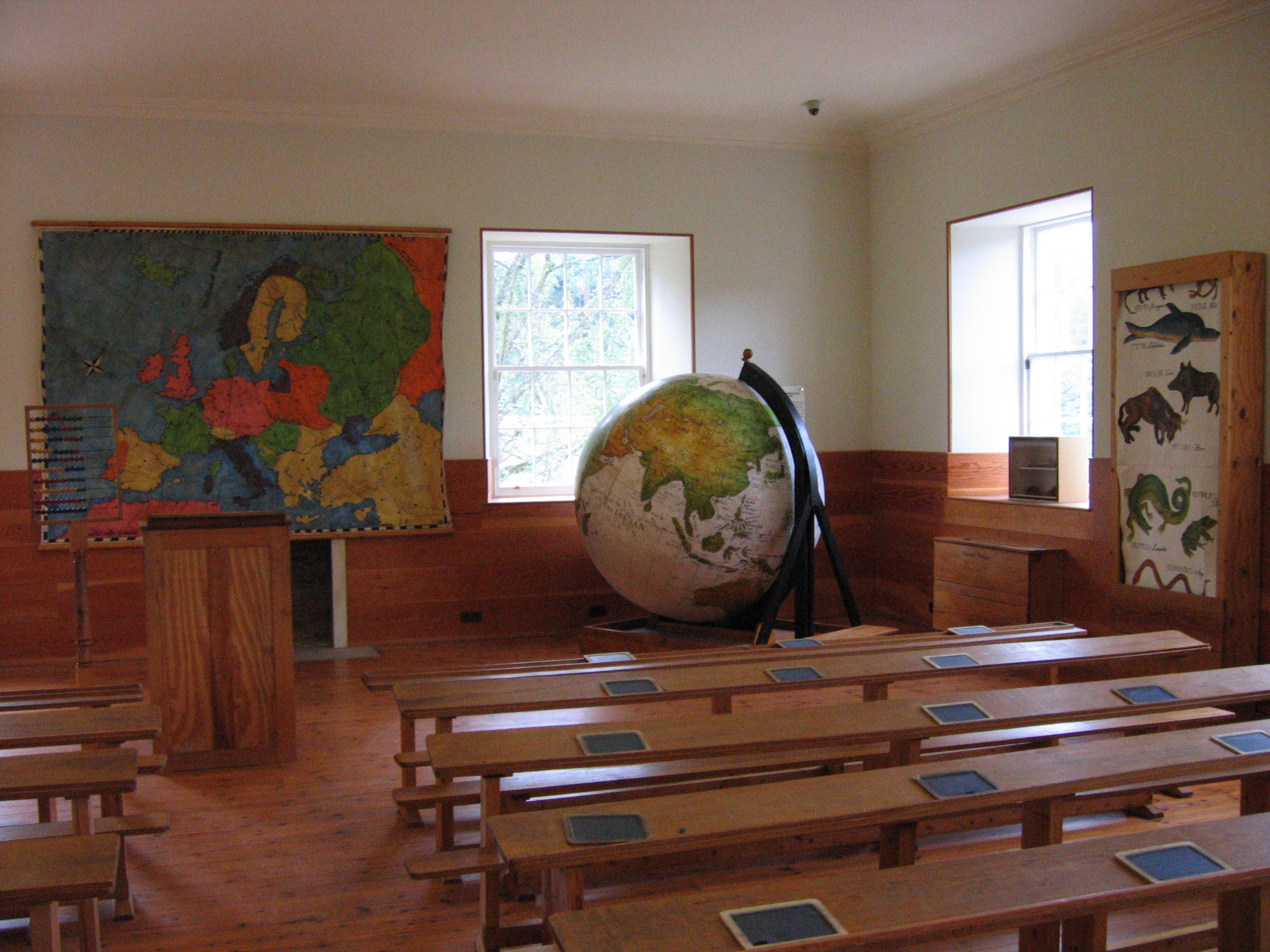
Una classe en el museu de l'escola.
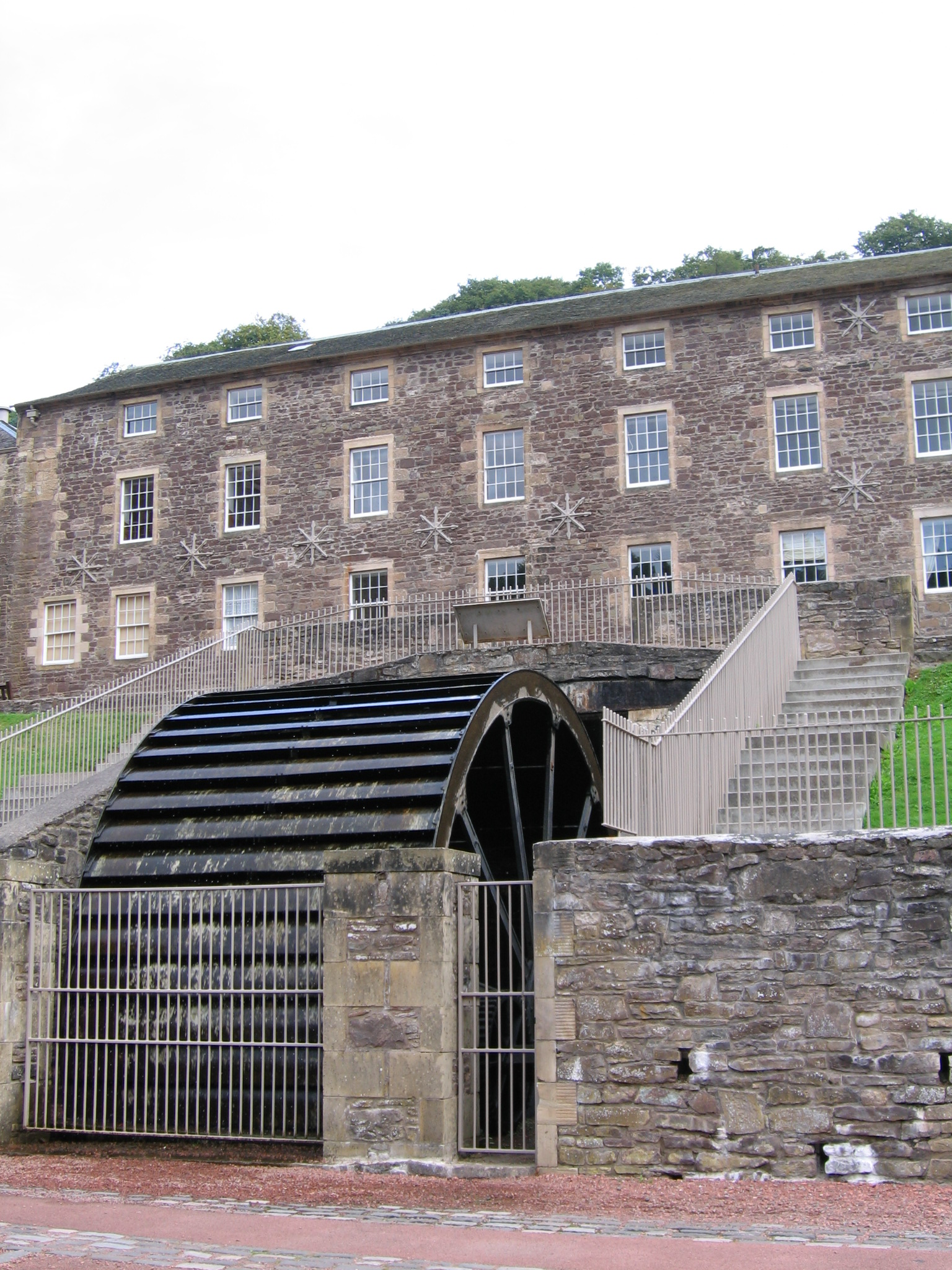
L'última roda de paletes.
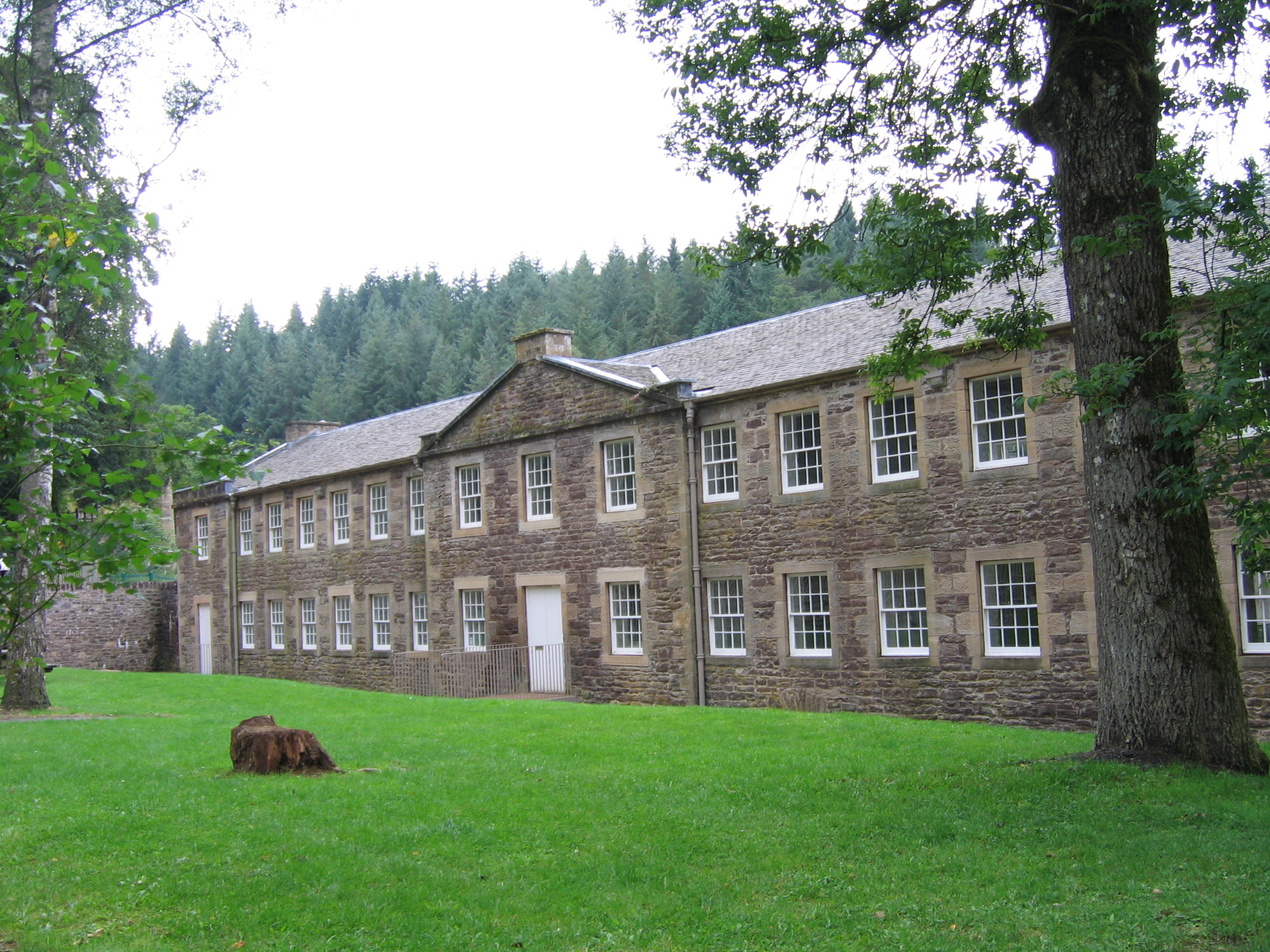
Edificis
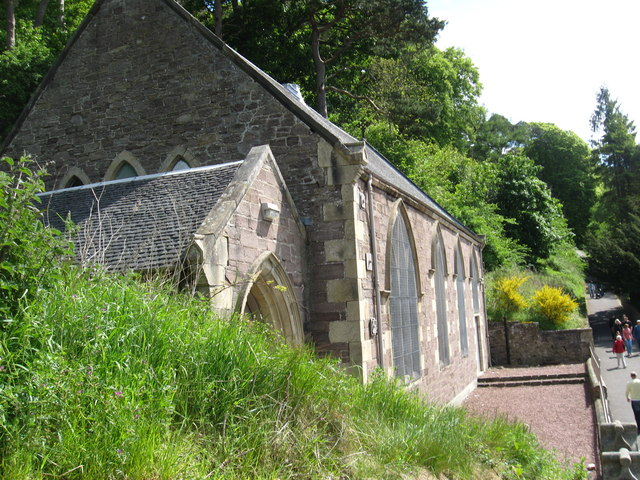
L'església
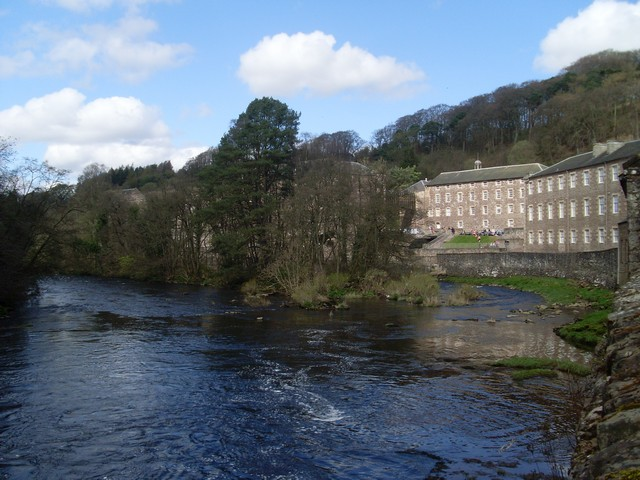
El riu Clyde al seu pas per New Lanark